# Homeless World Cup 2012

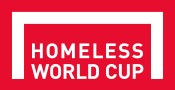
The Homeless World Cup logo

La Homeless World Cup es una organización social con el objetivo de acabar con la falta de vivienda a través del fútbol. La organización espera que involucrar a personas sin hogar en el fútbol les motivará a cambiar sus vidas y desarrollar soluciones a la falta de vivienda en todo el mundo. La organización reúne en un torneo anual de fútbol a equipos de personas sin hogar de cada país.
La décima edición del torneo anual de fútbol Homeless World Cup fue organizada por la Ciudad de México en octubre de 2012. El ganador de la edición correspondiente a ese año fue Chile.

## Fase grupal
| Claves de colores en tablas de grupos | Claves de colores en tablas de grupos  |
| ------------------------------------- | -------------------------------------- |
|                                       | Equipos que avanzaron en Segundo Lugar |

### Grupo A
| Equipo    | Pld | Ganados | Penales Ganados | Penales Fallados | Tarjetas | Goles | Pts |
| --------- | --- | ------- | --------------- | ---------------- | -------- | ----- | --- |
| México    | 5   | 5       | 0               | 0                | 0        | 54    | 15  |
| Sudáfrica | 5   | 3       | 0               | 1                | 0        | 38    | 10  |
| Haití     | 5   | 3       | 0               | 1                | 0        | 30    | 10  |
| Wales     | 5   | 2       | 0               | 1                | 0        | 26    | 7   |
| Dinamarca | 5   | 2       | 0               | 0                | 1        | 35    | 6   |
| Canadá    | 5   | 0       | 0               | 0                | 0        | 7     | 0   |

### Grupo B
| Team       | Pld | Ganados | Penales Ganados | Penales Fallados | Tarjetas | Goles | Pts |
| ---------- | --- | ------- | --------------- | ---------------- | -------- | ----- | --- |
| Costa Rica | 5   | 5       | 0               | 1                | 0        | 38    | 16  |
| Irlanda    | 5   | 4       | 0               | 1                | 1        | 33    | 13  |
| Noruega    | 5   | 3       | 0               | 0                | 0        | 30    | 9   |
| Argentina  | 5   | 2       | 0               | 0                | 1        | 22    | 6   |
| Camboya    | 5   | 1       | 0               | 0                | 0        | 15    | 3   |
| Guatemala  | 5   | 0       | 0               | 0                | 0        | 17    | 0   |

### Grupo C
| Team                 | Pld | Wins | Penalty Win | Penalty Loss | Cards | Goals | Pts |
| -------------------- | --- | ---- | ----------- | ------------ | ----- | ----- | --- |
| Bosnia & Herzegovina | 4   | 4    | 1           | 0            | 1     | 27    | 11  |
| Polonia              | 4   | 3    | 0           | 0            | 0     | 30    | 9   |
| Ucrania              | 4   | 2    | 0           | 2            | 1     | 28    | 8   |
| Finlandia            | 4   | 1    | 0           | 0            | 0     | 10    | 3   |
| Suiza                | 4   | 0    | 0           | 0            | 0     | 10    | 0   |

### Grupo D
| Team      | Pld | Wins | Penalty Win | Penalty Loss | Cards | Goals | Pts |
| --------- | --- | ---- | ----------- | ------------ | ----- | ----- | --- |
| Indonesia | 4   | 3    | 0           | 0            | 0     | 23    | 9   |
| Escocia   | 4   | 2    | 0           | 3            | 1     | 20    | 9   |
| Lituania  | 4   | 3    | 1           | 0            | 0     | 20    | 8   |
| Perú      | 4   | 2    | 0           | 0            | 0     | 19    | 6   |
| Grecia    | 4   | 0    | 0           | 1            | 0     | 9     | 1   |

### Grupo E
| Team       | Pld | Wins | Penalty Win | Penalty Loss | Cards | Goals | Pts |
| ---------- | --- | ---- | ----------- | ------------ | ----- | ----- | --- |
| Rusia      | 5   | 5    | 0           | 0            | 0     | 32    | 15  |
| Bulgaria   | 5   | 4    | 0           | 1            | 0     | 38    | 13  |
| Inglaterra | 5   | 3    | 0           | 1            | 0     | 27    | 10  |
| Hong Kong  | 5   | 2    | 0           | 0            | 0     | 24    | 6   |
| Francia    | 5   | 1    | 0           | 0            | 1     | 16    | 3   |
| Alemania   | 5   | 0    | 0           | 2            | 0     | 19    | 2   |

### Grupo F
| Team           | Pld | Wins | Penalty Win | Penalty Loss | Cards | Goals | Pts |
| -------------- | --- | ---- | ----------- | ------------ | ----- | ----- | --- |
| Chile          | 3   | 3    | 0           | 0            | 0     | 35    | 9   |
| Checoslovaquia | 5   | 3    | 0           | 0            | 0     | 25    | 9   |
| Hungría        | 5   | 2    | 0           | 0            | 0     | 20    | 6   |
| Italia         | 5   | 1    | 0           | 1            | 0     | 28    | 4   |
| Marruecos      | 0   | 0    | 0           | 0            | 0     | 0     | 0   |

### Grupo G
| Team      | Pld | Wins | Penalty Win | Penalty Loss | Cards | Goals | Pts |
| --------- | --- | ---- | ----------- | ------------ | ----- | ----- | --- |
| Portugal  | 4   | 4    | 0           | 0            | 0     | 34    | 12  |
| Austria   | 4   | 3    | 0           | 1            | 0     | 34    | 10  |
| Romania   | 4   | 2    | 0           | 2            | 0     | 22    | 8   |
| Filipinas | 4   | 1    | 0           | 0            | 0     | 19    | 3   |
| Suecia    | 4   | 0    | 0           | 0            | 0     | 7     | 0   |

### Grupo H
| Team          | Pld | Wins | Penalty Win | Penalty Loss | Cards | Goals | Pts |
| ------------- | --- | ---- | ----------- | ------------ | ----- | ----- | --- |
| Brasil        | 4   | 4    | 0           | 0            | 1     | 49    | 12  |
| Países Bajos  | 4   | 3    | 0           | 0            | 0     | 37    | 9   |
| Namibia       | 4   | 2    | 0           | 1            | 0     | 35    | 7   |
| USA           | 4   | 1    | 0           | 0            | 0     | 13    | 3   |
| Corea del Sur | 4   | 0    | 0           | 0            | 0     | 4     | 0   |

## Fase secundaria
| Llave de color en tabla grupal | Llave de color en tabla grupal                 |
| ------------------------------ | ---------------------------------------------- |
|                                | Equipos clasificados a la siguiente ronda      |
|                                | Equipos clasificados a la INSP Trophy          |
|                                | Equipos clasificados a la Cancha Cup           |
|                                | Equipos clasificados a la Fundación Telmex Cup |
|                                | Equipos clasificados a la Community Cup        |
|                                | Equipos clasificados a la México City Cup      |

### Grupo A
| Team       | Pld | Wins | Penalty Win | Penalty Loss | Cards | Goals | Pts |
| ---------- | --- | ---- | ----------- | ------------ | ----- | ----- | --- |
| México     | 5   | 5    | 0           | 0            | 0     | 49    | 15  |
| Lithuania  | 5   | 4    | 0           | 0            | 1     | 31    | 12  |
| Costa Rica | 5   | 2    | 0           | 1            | 2     | 18    | 7   |
| Poland     | 5   | 2    | 1           | 0            | 2     | 27    | 5   |
| England    | 5   | 1    | 0           | 1            | 0     | 11    | 4   |
| Hungary    | 5   | 1    | 1           | 0            | 0     | 16    | 2   |

### Grupo B
| Team                 | Pld | Wins | Penalty Win | Penalty Loss | Cards | Goals | Pts |
| -------------------- | --- | ---- | ----------- | ------------ | ----- | ----- | --- |
| Indonesia            | 5   | 5    | 2           | 0            | 0     | 35    | 13  |
| Bosnia & Herzegovina | 5   | 4    | 1           | 0            | 0     | 33    | 11  |
| Namibia              | 5   | 3    | 1           | 1            | 0     | 34    | 9   |
| Bulgaria             | 5   | 2    | 0           | 1            | 1     | 32    | 7   |
| Rumanía              | 5   | 1    | 0           | 2            | 0     | 15    | 5   |
| Czech Republic       | 5   | 0    | 0           | 0            | 0     | 22    | 0   |

### Grupo C
| Team        | Pld | Wins | Penalty Win | Penalty Loss | Cards | Goals | Pts |
| ----------- | --- | ---- | ----------- | ------------ | ----- | ----- | --- |
| Chile       | 5   | 5    | 1           | 0            | 0     | 39    | 14  |
| Austria     | 5   | 3    | 0           | 1            | 1     | 28    | 10  |
| Haití       | 5   | 3    | 1           | 1            | 1     | 33    | 9   |
| Russia      | 5   | 2    | 0           | 0            | 0     | 14    | 6   |
| Netherlands | 5   | 2    | 0           | 0            | 4     | 23    | 6   |
| Norway      | 5   | 0    | 0           | 0            | 1     | 11    | 0   |

### Grupo D
| Team         | Pld | Wins | Penalty Win | Penalty Loss | Cards | Goals | Pts |
| ------------ | --- | ---- | ----------- | ------------ | ----- | ----- | --- |
| Brazil       | 5   | 5    | 0           | 0            | 0     | 37    | 15  |
| Portugal     | 5   | 4    | 1           | 0            | 0     | 34    | 11  |
| South Africa | 5   | 2    | 1           | 1            | 1     | 24    | 6   |
| Ireland      | 5   | 2    | 2           | 1            | 0     | 20    | 5   |
| Scotland     | 5   | 1    | 1           | 2            | 0     | 15    | 4   |
| Ukraine      | 5   | 1    | 0           | 1            | 1     | 30    | 4   |

### Grupo E
| Team      | Pld | Wins | Penalty Win | Penalty Loss | Cards | Goals | Pts |
| --------- | --- | ---- | ----------- | ------------ | ----- | ----- | --- |
| Argentina | 5   | 5    | 0           | 0            | 0     | 45    | 15  |
| Wales     | 5   | 3    | 0           | 1            | 0     | 36    | 10  |
| Italy     | 5   | 3    | 1           | 1            | 0     | 32    | 9   |
| Hong Kong | 5   | 3    | 1           | 0            | 0     | 31    | 8   |
| France    | 5   | 1    | 0           | 0            | 0     | 27    | 3   |
| Sweden    | 5   | 0    | 0           | 0            | 0     | 11    | 0   |

### Grupo F
| Team        | Pld | Wins | Penalty Win | Penalty Loss | Cards | Goals | Pts |
| ----------- | --- | ---- | ----------- | ------------ | ----- | ----- | --- |
| Denmark     | 5   | 5    | 0           | 0            | 0     | 45    | 15  |
| Perú        | 5   | 4    | 0           | 0            | 1     | 38    | 12  |
| Philippines | 5   | 3    | 0           | 0            | 0     | 26    | 9   |
| Camboya     | 5   | 2    | 0           | 0            | 0     | 28    | 6   |
| USA         | 5   | 1    | 0           | 0            | 0     | 19    | 3   |
| Finland     | 5   | 0    | 0           | 0            | 0     | 13    | 0   |

### Grupo G
| Team        | Pld | Wins | Penalty Win | Penalty Loss | Cards | Goals | Pts |
| ----------- | --- | ---- | ----------- | ------------ | ----- | ----- | --- |
| Guatemala   | 6   | 6    | 2           | 0            | 0     | 43    | 16  |
| Greece      | 6   | 4    | 1           | 1            | 0     | 23    | 12  |
| Canadá      | 6   | 4    | 0           | 0            | 1     | 28    | 12  |
| Germany     | 6   | 3    | 0           | 2            | 1     | 42    | 11  |
| Morocco     | 6   | 2    | 0           | 0            | 0     | 24    | 6   |
| Switzerland | 6   | 2    | 0           | 0            | 0     | 27    | 6   |
| South Korea | 6   | 0    | 0           | 0            | 1     | 9     | 0   |

## Clasificación
Equipos clasificados a diferentes trofeos:
| La Homeless World Cup                                                         | La Fundación Telmex Cup                                              | La Mexico City Cup                                                         | La Cancha Cup                                                    | La Community Cup                                               | El INSP Trophy             |
| ----------------------------------------------------------------------------- | -------------------------------------------------------------------- | -------------------------------------------------------------------------- | ---------------------------------------------------------------- | -------------------------------------------------------------- | -------------------------- |
| Austria Brazil Chile Lithuania México Portugal Indonesia Bosnia & Herzegovina | Costa Rica Ireland Namibia Poland Russia South Africa Haití Bulgaria | Czech Republic England Hungary Netherlands Norway Romania Scotland Ukraine | Argentina Camboya Denmark Hong Kong Italy Philippines Wales Perú | Canadá France Germany Greece Switzerland USA Guatemala Morocco | Finland South Korea Sweden |

## La Homeless World Cup

### Finales
|  | Cuartos de final | Cuartos de final     | Cuartos de final |           |        | Semifinales | Semifinales | Semifinales |  |        | Final  | Final | Final |  |
|  |                  |                      |                  |           |        |             |             |             |  |        |        |       |       |  |
|  |                  |                      |                  |           |        |             |             |             |  |        |        |       |       |  |
|  | 1                | México               | 6                |           |        |             |             |             |  |        |        |       |       |  |
|  | 1                | México               | 6                |           |        |             |             |             |  |        |        |       |       |  |
|  | 8                | Bosnia & Herzegovina | 4                |           |        |             |             |             |  |        |        |       |       |  |
|  | 8                | Bosnia & Herzegovina | 4                |           | México | México      | 9           |             |  |        |        |       |       |  |
|  |                  |                      |                  |           | México | México      | 9           |             |  |        |        |       |       |  |
|  |                  |                      | Indonesia        | Indonesia | 6      |             |             |             |  |        |        |       |       |  |
|  | 5                | Indonesia            | Indonesia        | Indonesia | 6      | 8           |             |             |  |        |        |       |       |  |
|  | 5                | Indonesia            |                  |           |        |             |             |             |  |        |        |       |       |  |
|  | 4                | Lithuania            | 5                |           |        |             |             |             |  |        |        |       |       |  |
|  | 4                | Lithuania            | 5                |           |        |             |             |             |  | México | México | 5     |       |  |
|  |                  |                      |                  |           |        |             |             |             |  | México | México | 5     |       |  |
|  |                  |                      | Chile            | Chile     | 8      |             |             |             |  |        |        |       |       |  |
|  | 3                | Chile                | Chile            | Chile     | 8      | 6           |             |             |  |        |        |       |       |  |
|  | 3                | Chile                |                  |           |        |             |             |             |  |        |        |       |       |  |
|  | 6                | Portugal             | 4                |           |        |             |             |             |  |        |        |       |       |  |
|  | 6                | Portugal             | 4                |           | Chile  | Chile       | 3           |             |  |        |        |       |       |  |
|  |                  |                      |                  |           | Chile  | Chile       | 3           |             |  |        |        |       |       |  |
|  |                  |                      | Brazil           | Brazil    | 3      |             |             |             |  |        |        |       |       |  |
|  | 7                | Brazil               | Brazil           | Brazil    | 3      | 9           |             |             |  |        |        |       |       |  |
|  | 7                | Brazil               |                  |           |        |             |             |             |  |        |        |       |       |  |
|  | 2                | Austria              | 0                |           |        |             |             |             |  |        |        |       |       |  |
|  | 2                | Austria              | 0                |           |        |             |             |             |  |        |        |       |       |  |
|  |                  |                      |                  |           |        |             |             |             |  |        |        |       |       |  |

### Campeón
| 2012 Homeless World Cup Winners |
| ------------------------------- |
| Chile 1.er Título               |

## Otras copas

### La Fundación Telmex Cup
|  | Cuartos de final | Cuartos de final | Cuartos de final |         |            | Semifinales | Semifinales | Semifinales |  |         | Final   | Final | Final |  |
|  |                  |                  |                  |         |            |             |             |             |  |         |         |       |       |  |
|  |                  |                  |                  |         |            |             |             |             |  |         |         |       |       |  |
|  | 1                | Costa Rica       | 6                |         |            |             |             |             |  |         |         |       |       |  |
|  | 1                | Costa Rica       | 6                |         |            |             |             |             |  |         |         |       |       |  |
|  | 8                | Bulgaria         | 1                |         |            |             |             |             |  |         |         |       |       |  |
|  | 8                | Bulgaria         | 1                |         | Costa Rica | Costa Rica  | 4           |             |  |         |         |       |       |  |
|  |                  |                  |                  |         | Costa Rica | Costa Rica  | 4           |             |  |         |         |       |       |  |
|  |                  |                  | Namibia          | Namibia | 7          |             |             |             |  |         |         |       |       |  |
|  | 5                | Poland           | Namibia          | Namibia | 7          | 2           |             |             |  |         |         |       |       |  |
|  | 5                | Poland           |                  |         |            |             |             |             |  |         |         |       |       |  |
|  | 4                | Namibia          | 9                |         |            |             |             |             |  |         |         |       |       |  |
|  | 4                | Namibia          | 9                |         |            |             |             |             |  | Namibia | Namibia | 7     |       |  |
|  |                  |                  |                  |         |            |             |             |             |  | Namibia | Namibia | 7     |       |  |
|  |                  |                  | Haití            | Haití   | 4          |             |             |             |  |         |         |       |       |  |
|  | 3                | Haití            | Haití            | Haití   | 4          | 5           |             |             |  |         |         |       |       |  |
|  | 3                | Haití            |                  |         |            |             |             |             |  |         |         |       |       |  |
|  | 6                | Irlanda          | 3                |         |            |             |             |             |  |         |         |       |       |  |
|  | 6                | Irlanda          | 3                |         | Haití      | Haití       | 5           |             |  |         |         |       |       |  |
|  |                  |                  |                  |         | Haití      | Haití       | 5           |             |  |         |         |       |       |  |
|  |                  |                  | Russia           | Russia  | 3          |             |             |             |  |         |         |       |       |  |
|  | 7                | Russia           | Russia           | Russia  | 3          | 6           |             |             |  |         |         |       |       |  |
|  | 7                | Russia           |                  |         |            |             |             |             |  |         |         |       |       |  |
|  | 2                | South Africa     | 5                |         |            |             |             |             |  |         |         |       |       |  |
|  | 2                | South Africa     | 5                |         |            |             |             |             |  |         |         |       |       |  |
|  |                  |                  |                  |         |            |             |             |             |  |         |         |       |       |  |

### Ganador
| 2012 The Fundación Telmex Cup Winners |
| ------------------------------------- |
| Namibia 1.er Título                   |

## Tabla final
| Rank | Team                 | Record |
| ---- | -------------------- | ------ |
| 1    | Chile                | 10–2–0 |
| 2    | México               | 12–0–1 |
| 3    | Brazil               | 11–0–1 |
| 4    | Indonesia            | 7–2–2  |
| 5    | Portugal             | 10–1–1 |
| 6    | Bosnia & Herzegovina | 9–1–2  |
| 7    | Austria              | 7–0–5  |
| 8    | Lithuania            | 7–1–4  |
| 9    | Namibia              | 0–0–0  |
| 10   | Haití                | 0–0–0  |
| 11   | Russia               | 0–0–0  |
| 12   | Costa Rica           | 0–0–0  |
| 13   | South Africa         | 0–0–0  |
| 14   | Bulgaria             | 0–0–0  |
| 15   | Poland               | 0–0–0  |
| 16   | Ireland              | 0–0–0  |

Triunfos - Penales convertidos - perdidos